# Castelbarco (Adelsgeschlecht)

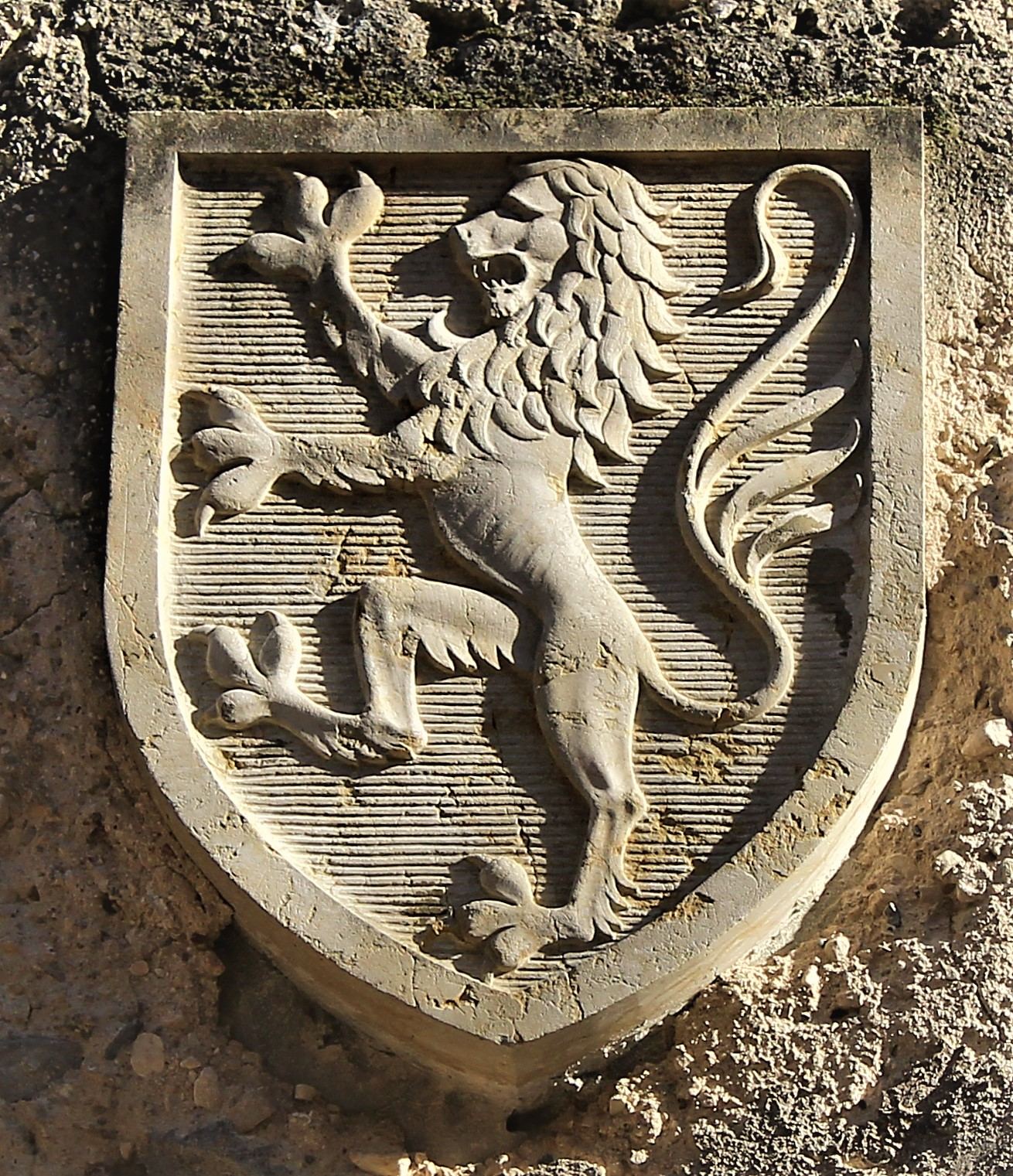
Stammwappen am Castello di Avio

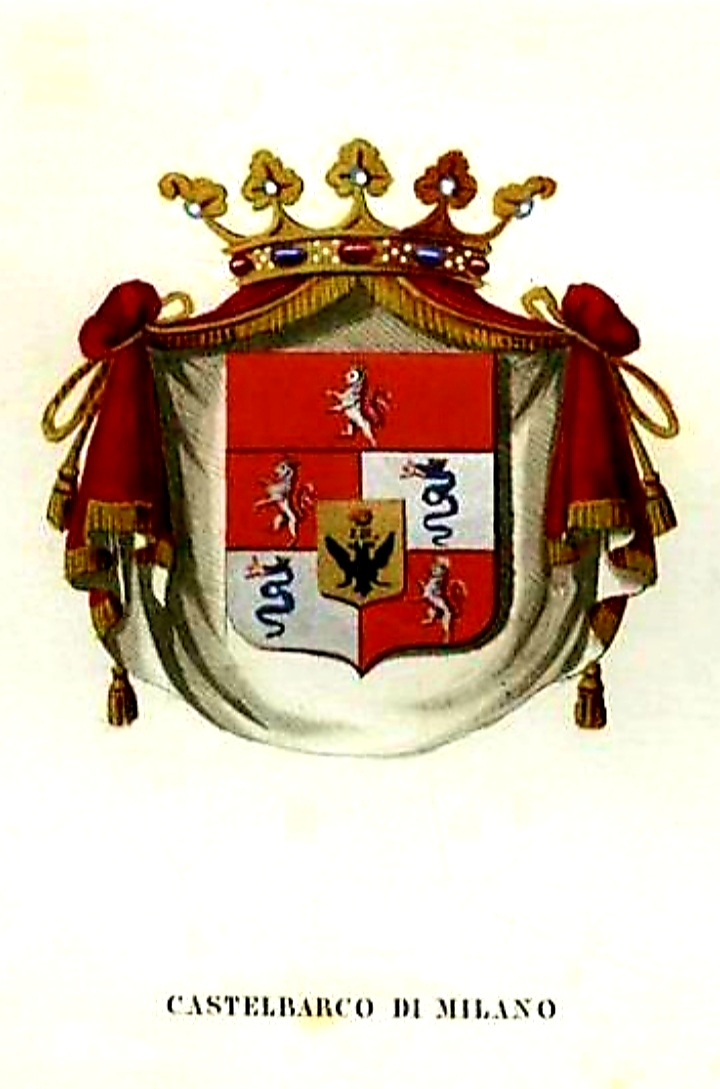
Gemehrtes Wappen der Grafen Castelbarco di Milano

Castelbarco-Albani-Visconti-Simonetta, auch Castelbarco di Milano, (deutsch Castelbarck, bzw. Castelbarch, Kastelwarg) ist der Name eines bedeutenden, ursprünglich aus dem Hochstift Trient stammenden Adelsgeschlechts, welches in den erblichen Freiherren- und Grafenstand erhoben wurde. Mit dem Seitenzweig der Fürsten von Montignano a. d. H. Castelbarco (italienisch Principe di Montignano) stieg die Familie in den Hochadel auf. Verschiedene Linien der Castelbarco bestehen bis heute in Italien fort.

## Geschichte
Die Castelbarco waren zwischen dem 12. und 15. Jahrhundert das bedeutendste Herrschergeschlecht im Hochstift Trient. Ihr Herrschaftsgebiet erstreckte sich zur Zeit ihrer größten Ausdehnung in der Mitte des 14. Jahrhunderts vom nördlichen Rand des Lagertales bis zur Veroneser Klause vor den Toren Veronas. Nach Westen dehnte es sich bis zum Ufer des Gardasees aus und reichte im Osten bis in das Tal des Flusses Astico vor den Toren der Stadt Vicenza. Aufgrund der Lage ihres Herrschaftsgebietes an der Grenze zum italienischen Reichsteil des Heiligen Römischen Reiches kam dem Geschlecht eine bedeutende Schlüsselrolle zu.

### Anfänge
Die Familiengeschichte der Castelbarco lässt sich bis in die zweite Hälfte des 12. Jahrhunderts zurückverfolgen. Ihr Aufstieg als Adelsgeschlecht ist eng mit dem Disput zwischen Papst Alexander III. und dem Stauferkaiser Friedrich I. Barbarossa und dem daraus folgenden Schisma verbunden.
Der Bau ihrer erstmals 1171 erwähnten Stammburg Castel Barco,  war eine direkte Folge der Auseinandersetzung zwischen Papst und Kaiser. Die namensgebende Burg war vermutlich von einem gewissen Briano zwischen Nomi und Pomarolo im Lagertal erbaut worden. Briano, auch als Abriano vermerkt, ist erstmals 1155 noch ohne den Namenszusatz Castelbarco im Gefolge des Bischofs dokumentiert. Da der Vorname sehr selten war und später in der Familie Castelbarco wieder auftaucht, kann nach Castagnetti davon ausgegangen werden, dass Briano der Familie angehörte. Seine Herkunft liegt ebenso im Dunkeln, wie die der Familie. Ein in der Vergangenheit vermuteter böhmischer Ursprung des Geschlechts, gehört zur Legendenbildung um die Castelbarco und war bereits von Giuseppe Gerola zu Beginn des 20. Jahrhunderts als solcher aufgedeckt worden. Einer anderen Legende zufolge soll das Geschlecht von einem gewissen Engelbert von Castelvarch abstammen. Letzterer soll von Lothar III. mit der Kontrolle der Engstelle im Lagertal betraut worden sein, an der die Stammburg Castel Barco später errichtet wurde.
Castel Barco war ohne Erlaubnis des Trienter Fürstbischofes erbaut worden. Wie die Grafen von Eppan im Norden des Bistums widersetzten sich die Castelbarco im Süden offen dem Willen des Bischofs. Ihren Höhenpunkt fand die Auseinandersetzung mit der Ermordung Bischofs Adalbert II. durch die Hand Aldrighetto I. von Castelbarco am 20. September 1172. Ob der Bischof zuvor die Burg des Castelbarco belagert hatte, wie der Chronist Bartholomaeus Tridentinus berichtet, ist nicht weiter belegt.
Aldrighetto I. flüchtete nach der Tat nach Verona. Dort machte er neue Bekanntschaften und baute Verbindungen auf, die den Castelbarco später zu nutzen kamen. Der Konflikt mit dem Bischof schwellte auch nach der Aussöhnung des Papstes mit dem deutschen Kaiser 1177 in Venedig weiter. Er wurde offiziell erst drei Jahre nach dem Tod Aldrighetto I. in Verona durch seinen Sohn Briano I. beigelegt. Letzterer trat 1198 Castel Barco an Bischof Konrad II. von Beseno ab. Im Gegenzug erhielt der Castelbarco die Burg als Lehen. Dass Letzterer zugleich eine nicht unbeträchtliche Summe erhielt, unterstreicht nach Landi, dass vor allem der Bischof eine Beilegung des Konfliktes suchte. Nach Castagnetti lässt sich aufgrund der wenigen vorliegenden Informationen nicht festlegen, was Briano dazu bewegte die Burg an den Bischof abzutreten. Briano könnte unter anderem auch aus politischem Kalkül gehandelt haben.

### Aufstieg und Blütezeit
Briano I., nachgewiesen zwischen 1192 und 1234, gilt als der Gründer der Signoria der Castelbarco. Die Investitur durch den Fürstbischof schuf die Grundlage für den Aufbau seiner Signoria und für die Erweiterung seines Herrschaftsgebietes. Auch nach der Investitur blieb das Verhältnis zwischen dem Castelbarco und Konrad II. von Beseno angespannt. Nachdem er dem Bischof zu Beginn des 13. Jahrhunderts beim Versuch den Aufstand der Stadt Trient zu unterdrücken unterstützt hatte, versprach ihm Konrad II. von Beseno das Lehen Ala. Allerdings konnte er seine damit verbundenen volle Rechte erst nach Einschaltung eines Schiedsgerichtes 1203 durchsetzen.
1211 erhielt Briano I. vom Bischof von Verona die Erlaubnis eine Burg in der Pieve von Brentonico zu errichten, die dem Bistum Verona unterstand. 1218 war mit Castel Saiori nördlich von Ala eine weitere Burg in den Besitz des Castelbarco gelangt. Zudem besaß die Familie Ländereien und Güter in Avio, bei Mori, in Nago und am Gardasee. Zum Reichtum der Castelbarco trug vor allem die von ihnen kontrollierte Holzflößerei auf der Etsch vom Hochstift Trient bis nach Verona bei. Außerdem unterlag ihnen die Kontrolle der Handelswege im Lagertal sowie die der wichtigen Verbindung zwischen dem Hafen von Torbole am Gardasee und der Zollstation Ravazzone bei Mori an der Etsch.
Während der Herrschaft von Ezzelino III. da Romano von 1255 bis 1259 übernahmen die Söhne Briano I., Azzone I. und Aldrighetto II. von Castelbarco, eine opportunistische Haltung ein und wechselten mehrmals das Lager. Schlugen sich die Castelbarco zunächst auf die Seite des Ghibellinen Ezzelino III. und unterstützten dessen Statthalter Sodegerio di Tito in Trient, setzten sie sich 1256 für die Interessen des Bischofs Egno von Eppan bei seinem Konflikt mit dem Tiroler Landesfürsten Meinhard I. von Tirol ein. 1258 gehörten sie wieder dem ezzelinischen Lager an, um nach dem Tod Ezzelino III. 1259 wieder den Bischof zu unterstützen. Nach Gian Maria Varanini war die Rolle, die die Castelbarco nach dem Sturz Ezzelino III. einnahmen, entscheidend für die Konsolidierung ihrer Herrschaft. Die turbulenten Ereignisse dieser Jahre zeigen, wie der Trienter Fürstbischof letztendlich vom Willen des Adels abhing. Vom Eppaner Bischof wurde Azzone I. nach seinem Umschwenken mit der Investitur weiterer Burgen im Lagertal – Castel Serravalle und Castelcorno – belohnt. Letzterer starb 1265 im Exil in Verona, nachdem sich die Castelbarco 1262 erneut vom Bischof abgewandt und sich auf die Seite von Meinhard I. geschlagen hatten. Für ihre vermeintliche Unterstützung des 1265 Trient plündernden Scaligers Mastino I. della Scala wurden die Castelbarco sogar exkommuniziert. Erst vier Jahre später kamen sie wieder in den formalen Besitz ihrer Lehen, nachdem sie Egno von Eppan den Treueid geleistet hatten.
Unter Guglielmo II. von Castelbarco, auch als der Große bezeichnet, erfuhr die Signoria der Castelbarco ihre Blütezeit. Dazu trug auch die seit dem 12. Jahrhundert betriebene Heiratspolitik des Geschlechts bei. So bestanden verwandtschaftliche Beziehungen unter anderem zu den Grafen von Flavon, zu denen von Arco zu den Tiroler Adelsgeschlechtern Enn, Matsch, Schlandersberg und Brunnenberg. Im Laufe des 13. Jahrhunderts wurden Ehen vor allem mit dem italienischen Adel geschlossen, unter anderem mit den Gonzaga, Correggio, Della Scala und den Malaspina. Guglielmo war der jüngste von vier Söhnen des Azzone. Einige für ihn glückliche Umstände, wie der Tod von zwei kinderlos gebliebenen Brüdern, führten dazu, dass sich der Besitz der Familie in seinen Händen konzentrierte.
Guglielmo hielt vor allem Beziehungen mit den Scaligern und den Grafen von Tirol aufrecht. Der Bischof von Trient spielte dagegen eine immer unbedeutendere politische Rolle. Zu Beginn des 14. Jahrhunderts kontrollierte der Castelbarco praktisch das gesamte Lagertal von Castel Beseno – erworben mit dem benachbarten Castel Pietra im Jahr 1303 – bis nach Avio sowie die angrenzenden Seitentäler. Am Nordufer des Gardasees war er zudem in den Besitz von Castel Penede gelangt und im Osten hatte er größere Ländereien bei Schio erworben. Nachdem er 1285 unter Alberto I. della Scala zum Podestà von Verona ernannt worden war, spielte er in seiner zweiten Heimat als Mann von Hof, Feldherr und nicht zuletzt Mäzen eine wichtige Rolle auch unter dessen Nachfolgern Bartolomeo I., Alboino und vor allem unter Cangrande I. della Scala.

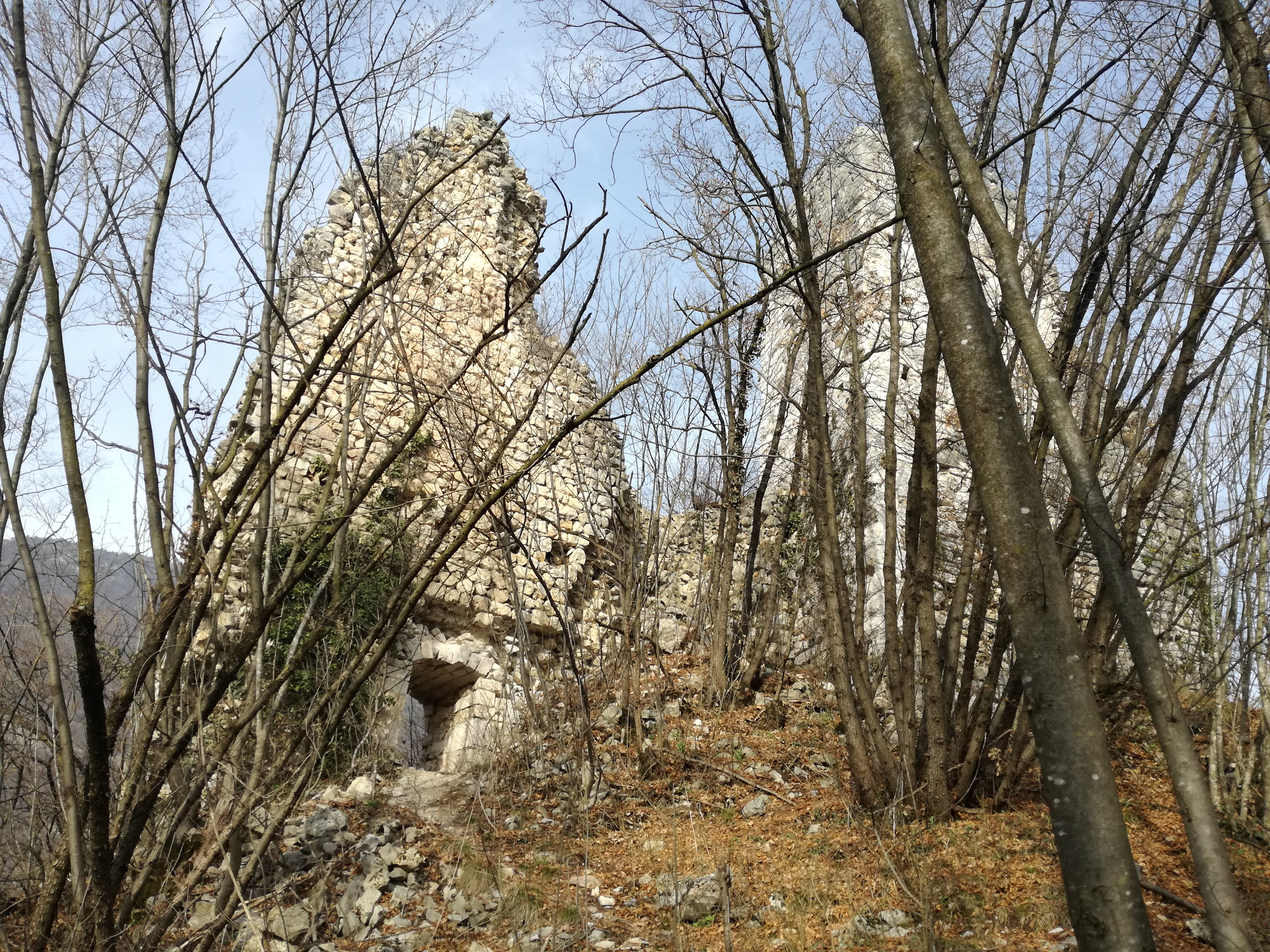
Ruine der Stammburg Castel Barco bei Pomarolo im Lagertal
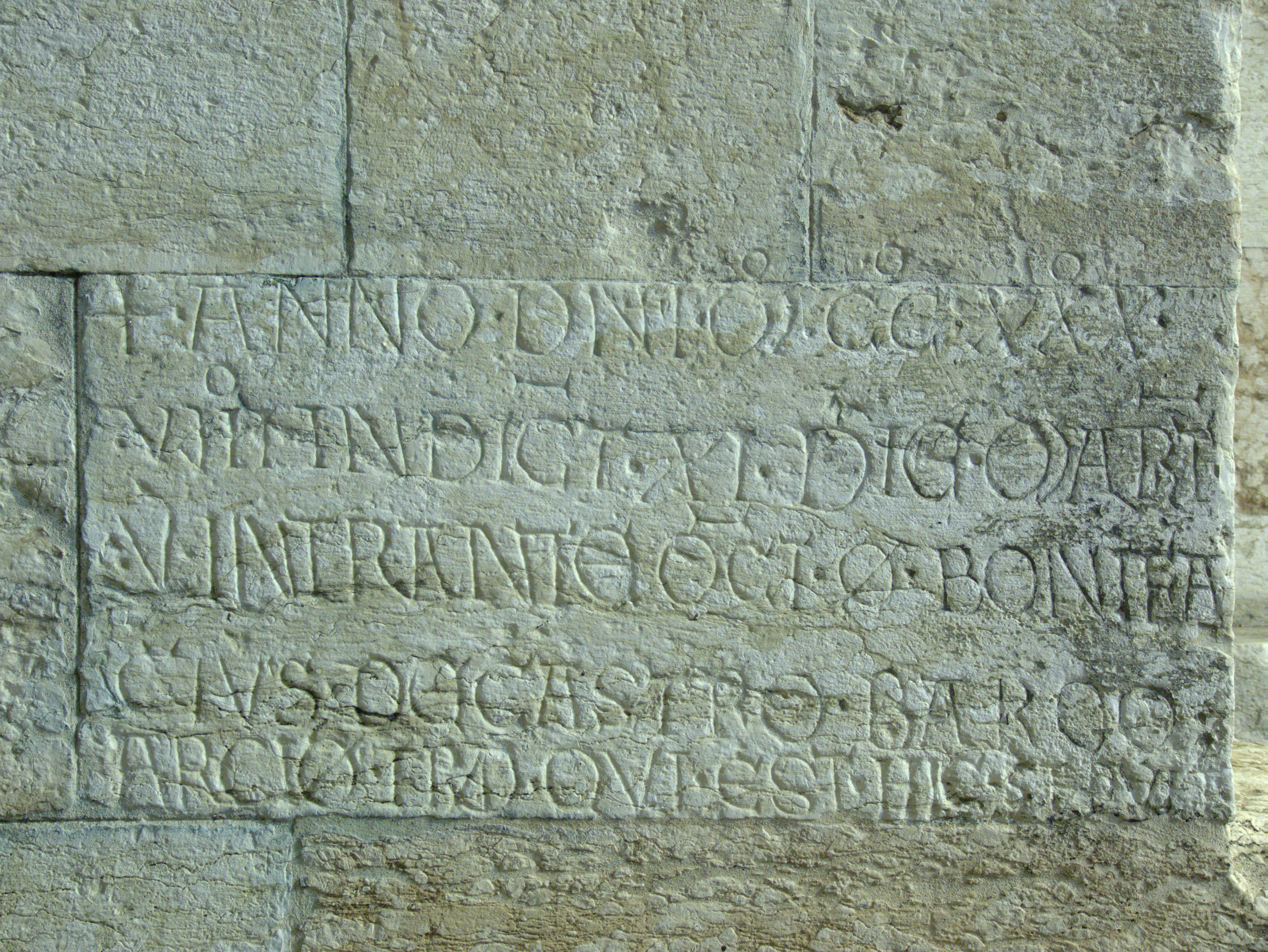
Grabplatte des Bonifacio von Castelbarco im Dom von Trient
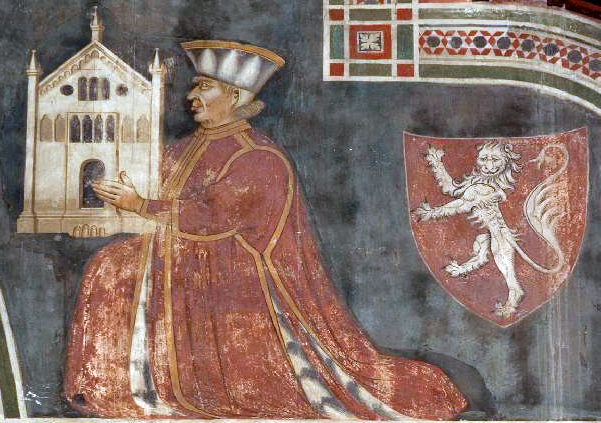
Der Mäzen Guglielmo von Castelbarco, genannt „der Große“; Fresko in der Kirche San Fermo Maggiore in Verona
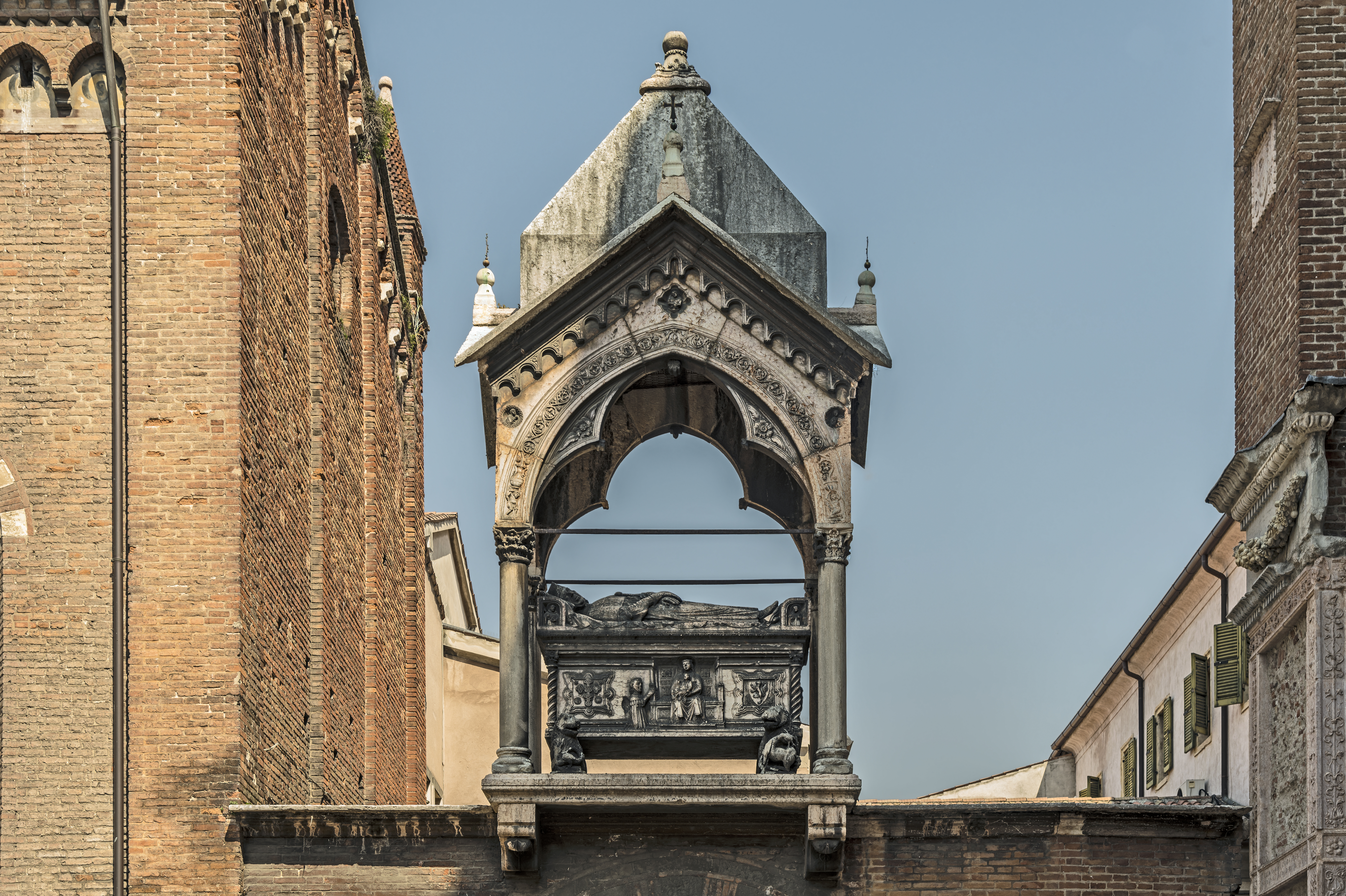
Grabmal des Guglielmo von Castelbarco bei der Basilika Sant’Anastasia in Verona

### Familienzweige
Wenige Monate vor seinem Tod im Januar 1320 teilte der kinderlos gebliebene Guglielmo von Castelbarco seinen Besitz testamentarisch auf die fünf Söhne seines Bruders Federico II. auf. Aus der Aufteilung ergaben sich folgende Linien:
- Linie Ala – Avio – Brentonico – Tierno, Stammvater Guglielmo (III.) († 1357); die Linie teilte sich später nochmals in zwei Linien auf:
  - Linie Dossomaggiore (Ala – Avio – Brentonico)
  - Linie Tierno
- Linie Castelbarco – Castellano – Castelnuovo, Stammvater Aldrighetto (III.) († um 1342)
- Linie Lizzana – Beseno, Stammvater Azzone (II.) († 1363); die Linie teilte sich später ebenfalls in zwei Linien auf:
  - Linie Lizzana
  - Linie Beseno
- Linie Albano – Gresta – Nomesino, Stammvater Federico (IV.) († 1354); die Linie teilte sich ebenfalls in zwei Linien auf
  - Linie Albano
  - Linie Gresta[21]

Bereits einige Jahrzehnte zuvor hatte sich die Linie Rovione – Stammvater Bonifacio (II.) († 1284) – abgespalten.
Auch nach dem Tod Guglielmo des Großen kam den Castelbarco eine bedeutende Rolle an der Schnittstelle zum italienischen Reichsteil des Heiligen Römischen Reiches zu. Ihr Verhältnis zu den Scaligern war nach wie vor ungetrübt. 1328 wurden mehrere Familienmitglieder der verschiedenen Familienzweige nach der Einnahme Paduas durch Cangrande I. della Scala zu Rittern geschlagen. Guglielmo III. von Castelbarco-Avio war im gleichen Jahr aktiv am Sturz von Rinaldo dei Bonacolsi durch Luigi I. Gonzaga in Mantua beteiligt. 1329 stand Gugliemo III. von Castelbarco an der Seite Cangrande I. bei seinem letzten fatalen Feldzug gegen Treviso.

### Unter den Tiroler Landesfürsten
Nach dem Tod von Cangrande I. traten zusehends auch andere Häuser, wie die Luxemburger, in das Blickfeld der Castelbarco, auch wenn die Bindungen zu den Della Scala bis zum Ende ihrer Signoria nie vollkommen abbrachen. Nach der Heirat zwischen Johann Heinrich von Luxemburg und Margarete von Tirol 1330 unterstützte Federico IV. von Castelbarco König Johann von Böhmen bei der Unterwerfung der Stadt Brescia auf Kosten Mastino II. della Scala. Zudem half er ihm finanziell, indem er dem böhmischen König 12.000 Gulden lieh. Im Gegenzug setzte der König den Castelbarco zum Vikar von Brescia ein und übergab ihm 1331 als Pfandlehen mit der Riviera di Salò die Gebiete zwischen Manerba und Limone an der Westküste des Gardasees. Zwischen 1332 und 1333 stand Guglielmo III. von Castelbarco-Avio im Krieg mit den oberitalienischen Städten auf der Seite des böhmischen Königs und im August 1333 beherbergte im Castello di Avio seinen Sohn Karl, der als Kaiser Karl IV. 1347 nochmals auf der Burg des Castelbarco Station machte.
Mit dem Tod Heinrichs von Görz-Tirol 1335 wurden auch die Castelbarco in den Streit um die Grafschaft Tirol zwischen den Luxemburgern und den Wittelsbachern verwickelt. Dabei geriet das Geschlecht unweigerlich immer mehr unter den Einfluss des Tiroler Landesfürsten. Der Konflikt machte auch vor der Familie nicht halt. So wurde Guglielmo III. von Castelbarco-Avio von seinen Söhnen vertrieben, nachdem Letztere für Ludwig den Brandenburger Partei ergriffen hatten. Der Versuch Guglielmo III. mit Hilfe von Mastino II. della Scala 1351 wieder in den Besitz seiner Burg in Avio zu gelangen scheiterte. Im gleichen Jahr noch erhielten seine abspenstigen Söhne von Ludwig dem Brandenburger die Investitur über die Burgen Avio, Chizzola, Dossomaggiore, San Giorgio und Serravalle. Die Investitur stellte eine wichtige Zäsur in der Geschichte der Castelbarco dar, weil sie sich damit zum ersten Mal formal der Gerichtsbarkeit des Tiroler Landesfürsten unterwarfen. Nach der Unterzeichnung der Trienter Kompaktaten 1363, mit der der Fürstbischof von Trient sich in weltlichen Fragen praktisch an den Tiroler Grafen Rudolf IV. band, leisteten die Castelbarco von Beseno und die Castelbarco von Castelnuovo dem Habsburger den Treueid. Die Linien Gresta, Albano und Lizzana leisteten ihn erst 1388 gegenüber Albrecht III., die Linie Dossomaggiore sogar erst 1391. Letztere sahen sich erst infolge der Expansionsbestrebungen von Gian Galeazzo Visconti gezwungen, sich unter den Schutz der Herzöge von Österreich zu begeben. Der Visconti hatte zuvor im Oktober 1387 mit Antonio della Scala den letzten Scaliger aus Verona vertrieben.

### Niedergang
Der unter den Habsburgern geschaffene Status quo wurde bereits nach wenigen Jahrzehnten wieder in Frage gestellt. Mit dem Vordringen Venedigs auf der Terraferma begannen sich die Castelbarco nach der Einverleibung Veronas in die Republik Venedig 1405 erneut neu auszurichten. Dabei gerieten sie in ein fatales Abhängigkeitsverhältnis zur Lagunenrepublik, was schließlich den Niedergang ihrer Signoria im Lagertal einleitete.
Mit dem Tod von Azzone Francesco von Castelbarco-Dossomaggiore 1410 fielen die von dem Familienzweig gehaltenen Besitzungen mit Ala, Avio und Brentonico im unteren Lagertal testamentarisch an Venedig. Im Jahr darauf besetzte Venedig die Gebiete einschließlich der von den Castelbarco-Dossomaggiore gehaltenen Burgen. Der Einverleibung widersetzte sich Aldrighetto von Castelbarco-Lizzana, worauf Venedig im September 1416 mit der Belagerung von Rovereto antwortete. Nach dem Fall der Stadt verschanzte sich der Castelbarco in der Burg von Rovereto und übergab die Burg schließlich nach einem vergeblichen Übergabeversuchs an Herzog Friedrich IV. im Dezember 1416 an die Venezianer. Der letzte Nachkomme Aldrighettos von Castelbarco-Lizzana starb Ende des 14. Jahrhunderts im Exil. Der Bruder von Aldrighetto, Guglielmo von Castelbarco-Lizzana unterhielt zunächst zusammen mit Marcabruno II. von Castelbarco-Beseno ein freundschaftliches Verhältnis zu Venedig. Erst als sie sich 1439 mit den Grafen von Arco, den Visconti und dem Bischof von Trient gegen Venedig verbündet hatten, kam es zum Bruch. Die venezianischen Truppen unter Gattamelata zerstörten daraufhin 1441 Castel Lizzana und vertrieben Guglielmo von Castelbarco-Lizzana. Die Linie erlosch mit dem Ableben der letzten Nachkommen 1510. Nachdem Venedig in der Folge mehrmals vergeblich versucht hatte auch Castel Beseno einzunehmen, sah sich der kinderlos gebliebene Marcabruno II. gezwungen, die Burg an Kaiser Friedrich III. abzugeben, Vormund des minderjährigen Herzogs Siegmund von Tirol. Im Gegenzug erhielt er die Burg Caldiff als Lehen. Mit dem Verkauf von Castel Pietra an Herzog Siegmund von Tirol 1456 war der gesamte Besitz der Castelbarco links der Etsch verloren gegangen.
Die Schwäche der Castelbarco nutzte seinerseits der Fürstbischof von Trient Georg von Hack aus, um gegen den Zweig Castelbarco-Castelnuovo rechts der Etsch vorzugehen. Giovanni Castelbarco-Castelnuvo weigerte sich nämlich den Bischof als Lehensherrn der Burgen Castel Nuovo, Castellano und Castel Corno bei Isera anzuerkennen. Im Auftrag des Bischofs belagerten Giorgio und Pietro Lodron die Burgen des widerspenstigen Castelbarco. Nach der Einnahme von Castel Nuovo und der Gefangennahme des Castelbarco im März 1456 wurde sein Besitz unter dem Bischof und den Lodron aufgeteilt. Die Linie Castelbarco-Castelnuovo erlosch nach dem Tod von Matteo Castelbarco-Castelnuovo, dem Sohn von Giovanni Castelbarco-Castelnuvo, 1499 in der Schlacht bei Dornach.
Nachdem die Linie Castelbarco-Rovione bereits 1387 erloschen war und die letzten Nachkommen der Linien Castelbarco-Albano und Castelbarco-Tierno ebenfalls in der zweiten Hälfte des 15. Jahrhunderts starben, blieb im 16. Jahrhundert nur noch die Linie Castelbarco-Gresta des ursprünglich vielverzweigten Geschlechts übrig.

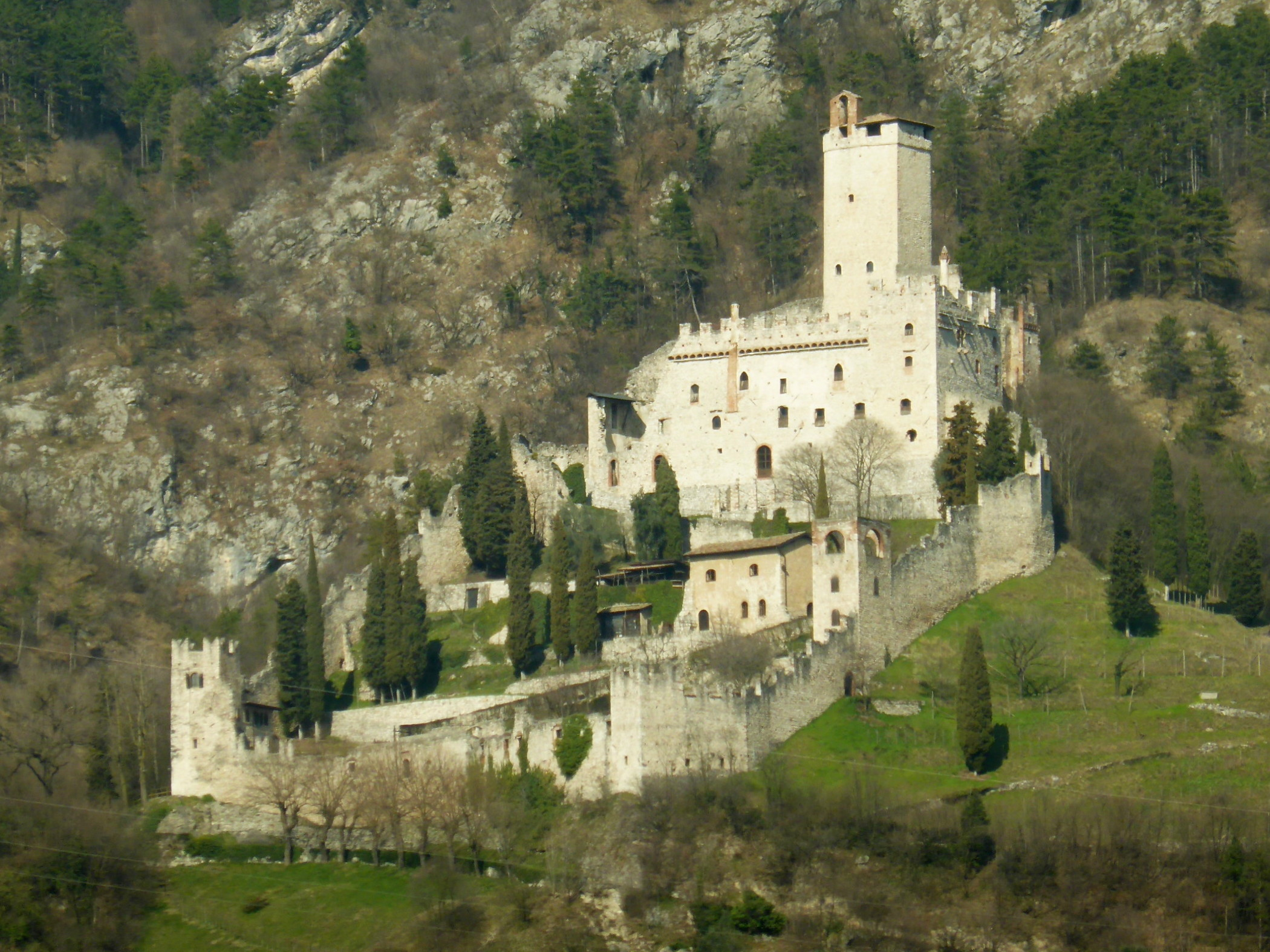
Castello di Avio
Castel Beseno
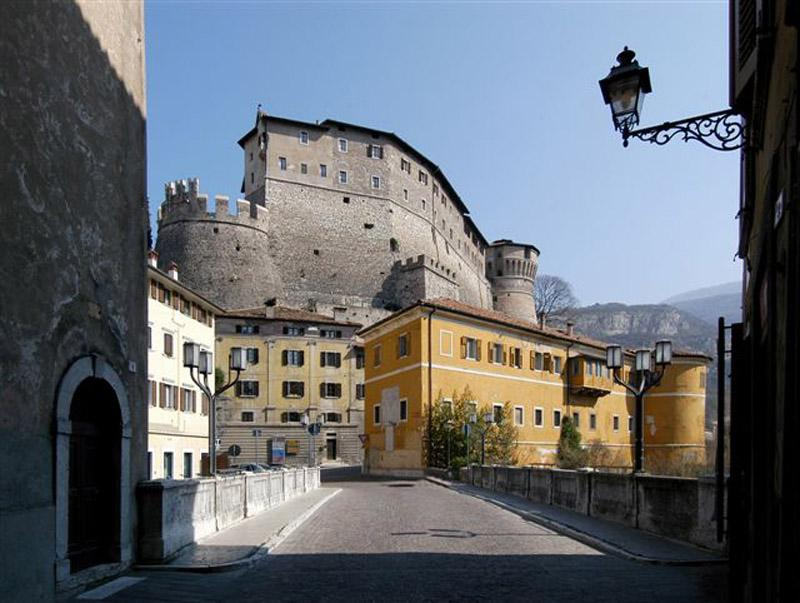
Castello di Rovereto
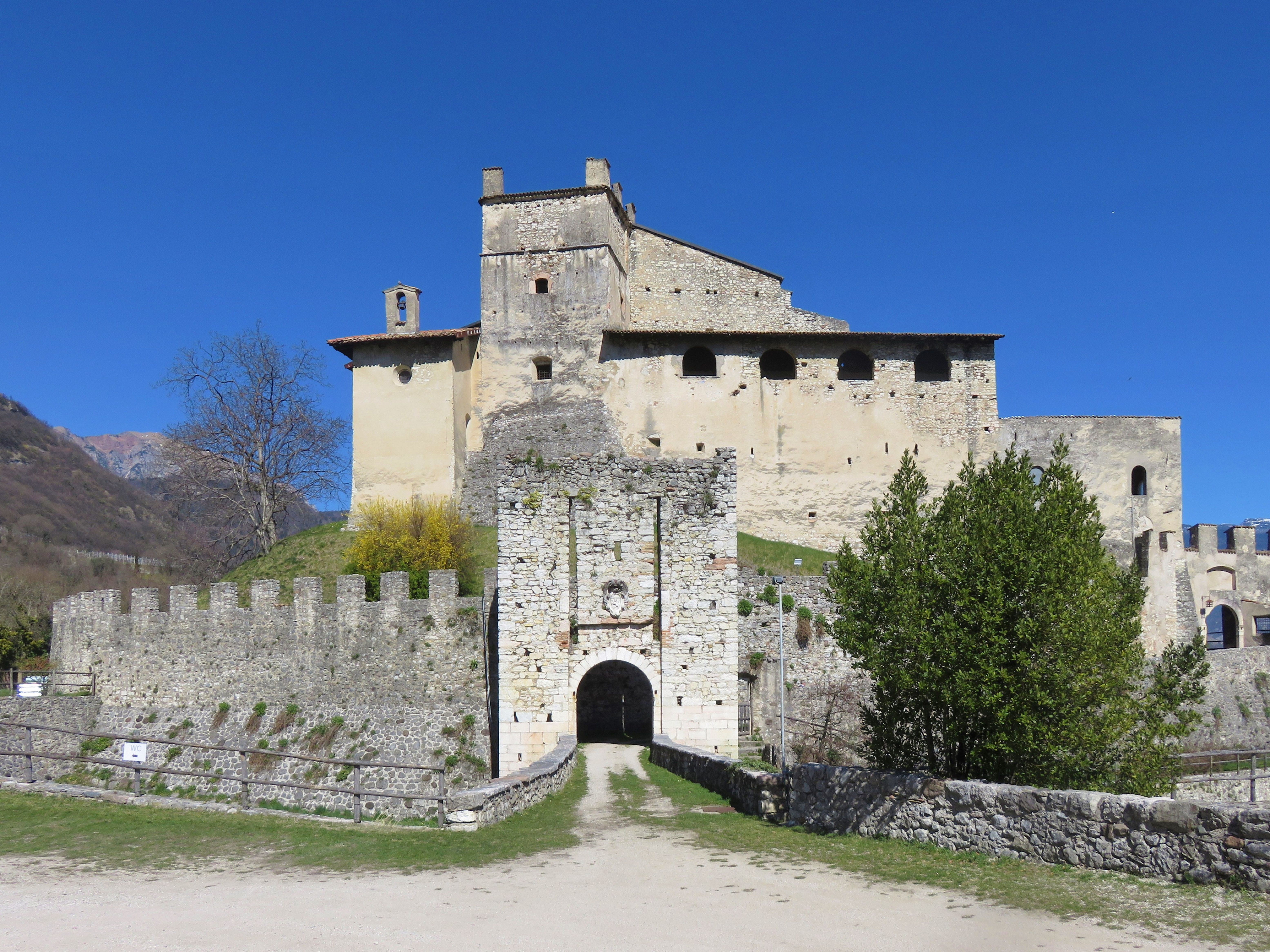
Castelnuovo di Noarna

### Castelbarco-Gresta
Im Gegensatz zu den anderen Familienzweigen gelang es den Castelbarco-Gresta die venezianische Epoche im Lagertal zu überstehen. Zwar fielen sie in der ersten Hälfte des 15. Jahrhunderts ebenfalls in die direkte Abhängigkeit Venedigs, aber nach der venezianischen Niederlage in der Schlacht bei Calliano 1487 konnten sie sich unbeschadet von Venedig lösen. 1497 erkannte Erzherzog Maximilian das Castel Gresta als österreichisch-tirolerischen Feudalbesitz an und versprach im Falle eines erfolgreichen Feldzuges gegen Venedig, den ehemaligen Familienbesitz im Lagertal und die damit verbundenen Rechte zurückzuerstatten. 1508 wurden die Brüder Nicolò und Federico von Castelbarco-Gresta von Kaiser Maximilian I. in den Freiherrnstand berufen. Die sogenannten vier Vikariate Ala, Avio, Brentonio und Mori waren nach dem Abzug Venedigs allerdings 1532 an Fürstbischof Bernhard von Cles übergeben worden, von dem Nicolò vergeblich die Herausgabe forderte. In der Folge entwickelte sich mit dem Bistum von Trient ein Rechtsstreit, der sich bis in die 1660er Jahre hinzog, als die Castelbarco mit Ala, Avio, Brentonico und Mori wieder in den Besitz von Teilen ihres verlorengegangenen Besitzes kamen.

### Castelbarco-Albani-Visconti-Simonetta
Franz von Castelbarco († 1695) und sein Bruder Karl erlangten am 28. April 1664 von Kaiser Leopold I. den Reichsgrafenstand. Wenige Monate später erhielten die Castelbarco die Investitur über die vier Vikariate Ala, Avio, Brentonico und Mori, die ihnen bis zum Ende des 19. Jahrhunderts bestätigt wurde.  Aus der Ehe von Franz von Castelbarco mit Claudia Dorothea Gräfin Lodron gingen drei Söhne hervor. Der älteste kinderlose Sohn Johann Baptist von Castelbarco war Hofrat unter Leopold I. und Verwalter des Herzogtums Mantua. Der zweitgeborene Sigmund Carl von Castelbarco wurde Kleriker und brachte es bis zum Fürstbischof von Chiemsee. Den Stamm setzte der jüngste Sohn Scipio von Castelbarco (1665–1731) fort, welcher durch seine Ehe mit Constanza Visconti Namen und Wappen der Visconti annahm, sowie den erblichen Titel Grande von Spanien 1. Klasse. Letzterer war Hofrat unter Kaiser Karl VI. und kaiserlicher Gesandter am Hof des Herzogs von Savoyen. Zu diesem Zeitpunkt hatten die Castelbarco ihren Lebensschwerpunkt bereits von ihrer Villa in Loppio bei Mori in die Lombardei verlegt.
Nach dem Tod von Scipio von Castelbarco 1731 wurde dessen Sohn Carlo Francesco Ercole von Castelbarco-Visconti Herr über die vier Vikariate. Letzterer starb aber bereits 1734 als Adjutant von Feldmarschall Claudius Florimund Mercy in der Schlacht bei Parma. Dessen Sohn Cesare Ercole heiratete 1749 die einzige Tochter des Grafen Antonio Simonetta (1693–1759) aus Mailand. Die aus der Ehe hervorgegangenen Kinder nahmen dadurch auch den Namen Simonetta an.
Im 19. Jahrhundert war des Oberhaupt der Familie der Enkel von Graf Cesare Ercole von Castelbarco-Visconti, Graf Cesare von Castelbarco-Visconti-Simonetta (1782–1860), k. k. Kämmerer, Geheimrat, Oberstallmeister und Grande von Spanien. Aus seiner 1806 geschlossenen Ehe mit Maria Marchesa Fraganeschi (* 1785), Obersthofmeisterin der Erzherzogin Maria Elisabeth, stammte unter anderem Carlo Ercole di Castalbarco-Visconti-Simonetta (1808–1880), dessen Kinder durch seine Ehe mit Antonia Litta-Visconti-Arese und Tochter der letzten Prinzessin von Albani den Namen Albani erwarben. Am 7. Januar 1848 verlieh Papst Pius IX. diesem Zweig des Fideikommiss Albani den Titel „Principe di Montignano“. 1977 ging durch eine Schenkung der Gräfin Emanuela di Castelbarco das Castello di Avio in den Besitz der Stiftung für Denkmalpflege und Naturschutz Fondo Ambiente Italiano über.

## Besitzungen (Auswahl)
- Castel Barco
- Castello di Avio
- Castel Beseno
- Castello di Castellano
- Castelnuovo di Noarna
- Castello di Rovereto
- Castello di Cislago
- Villa Castelbarco
- Villa Imperiale in Pesaro
- Villa Simonetta Castelbarco-Albani Quintavalle in Vaprio d’Adda

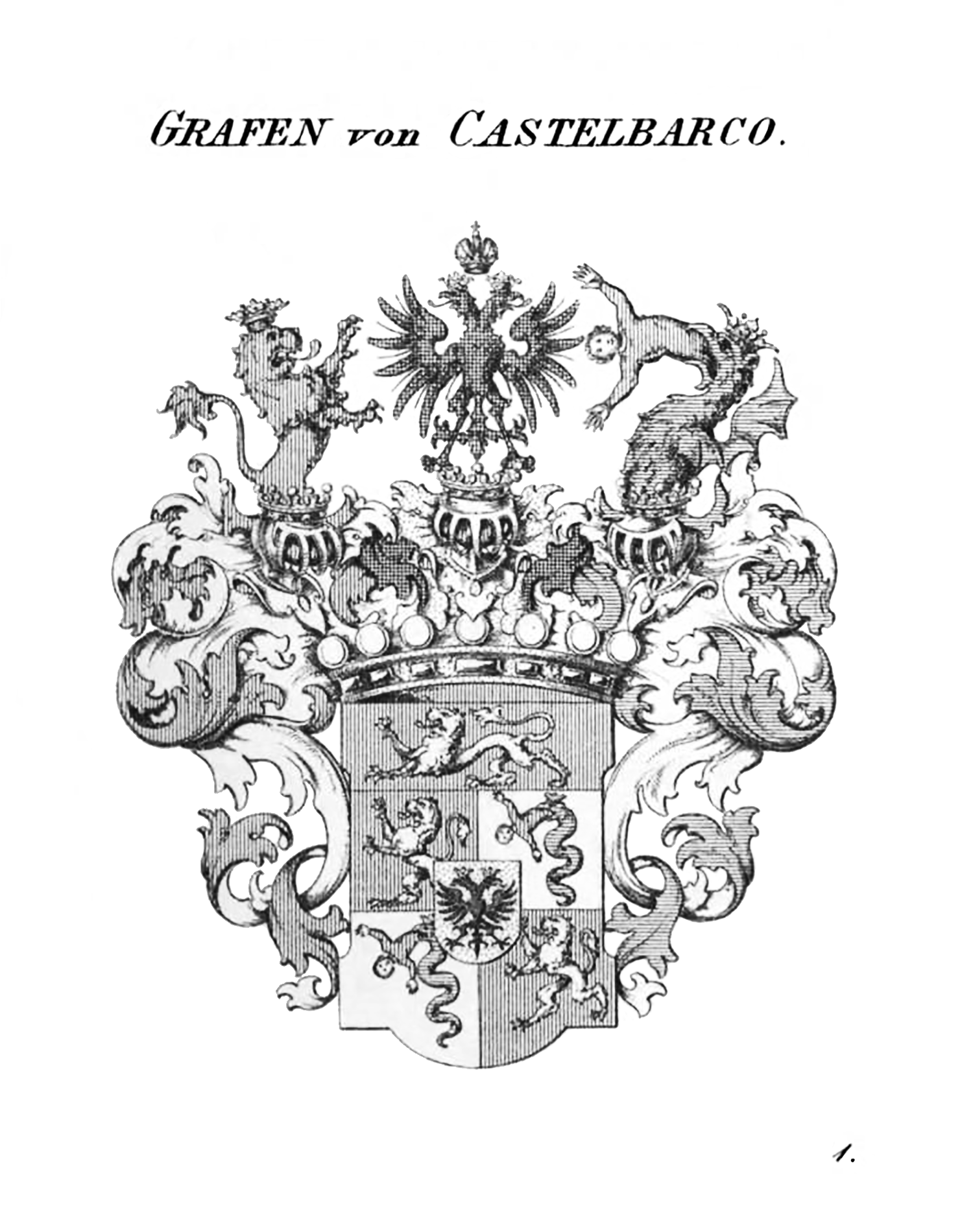
Gräfliches Wappen nach Tyroff

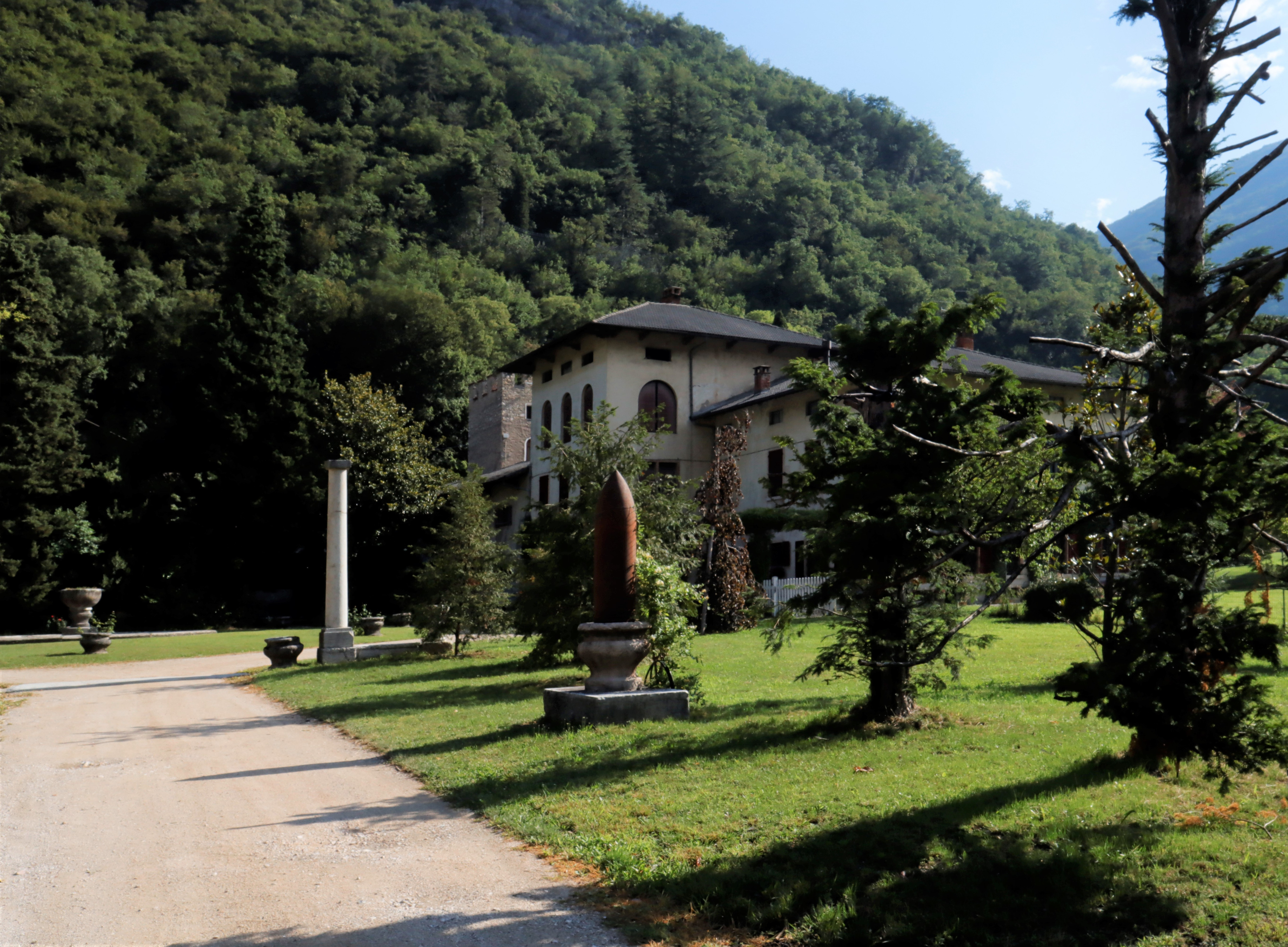
Villa Castelbaro in Loppio
Castello di Cislago
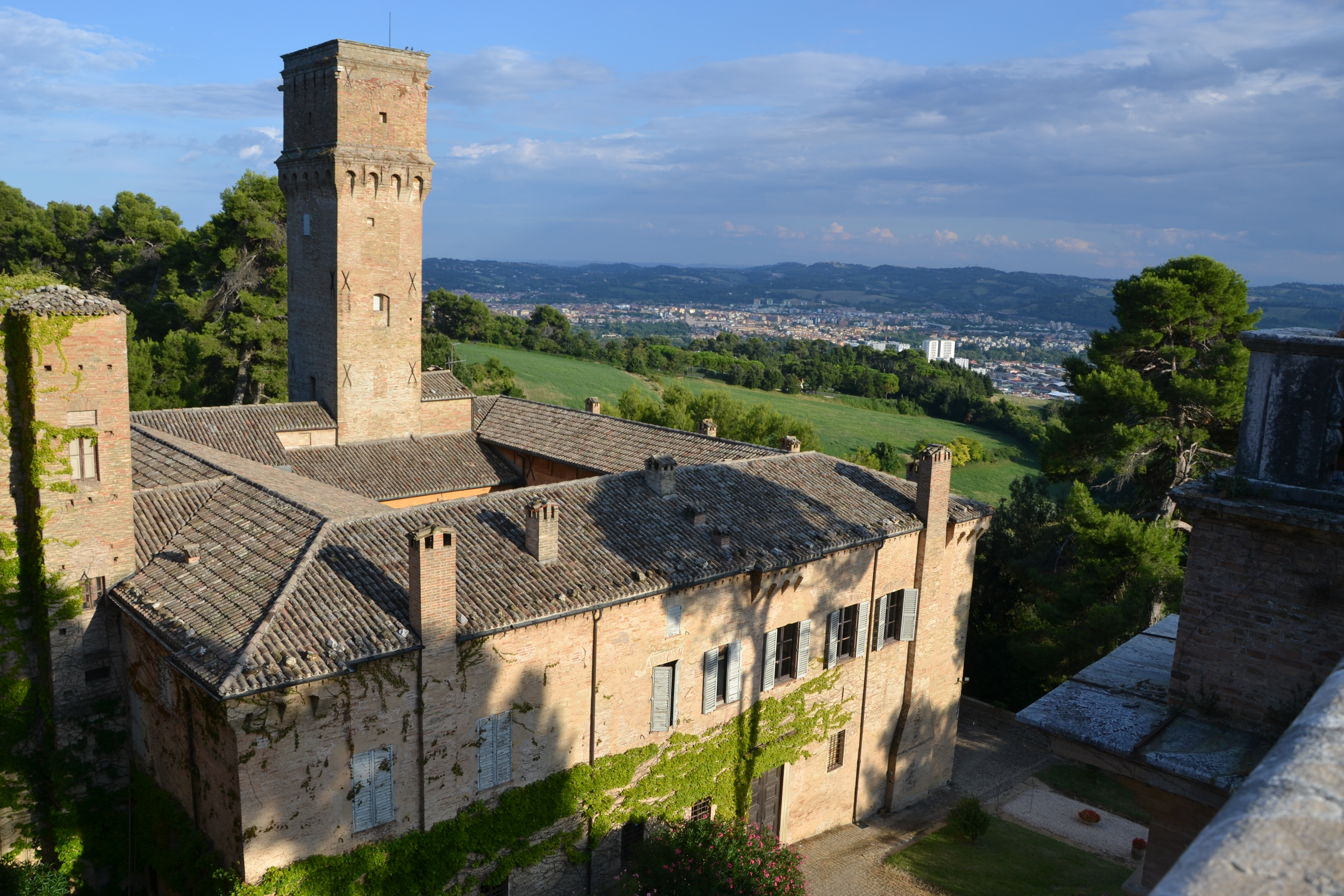
Villa Imperiale in Pesaro
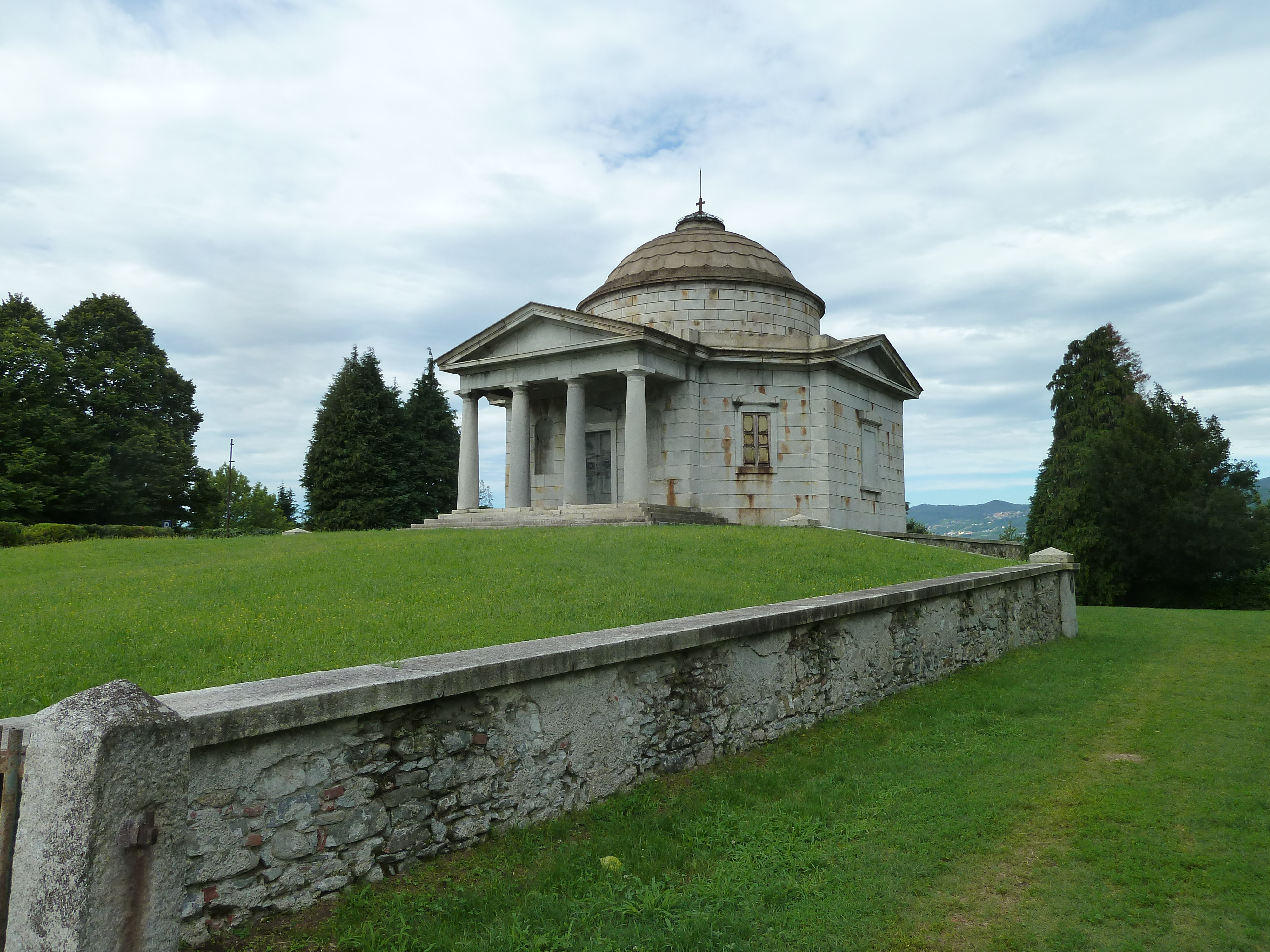
Mausoleum Castelbarco in Ispra
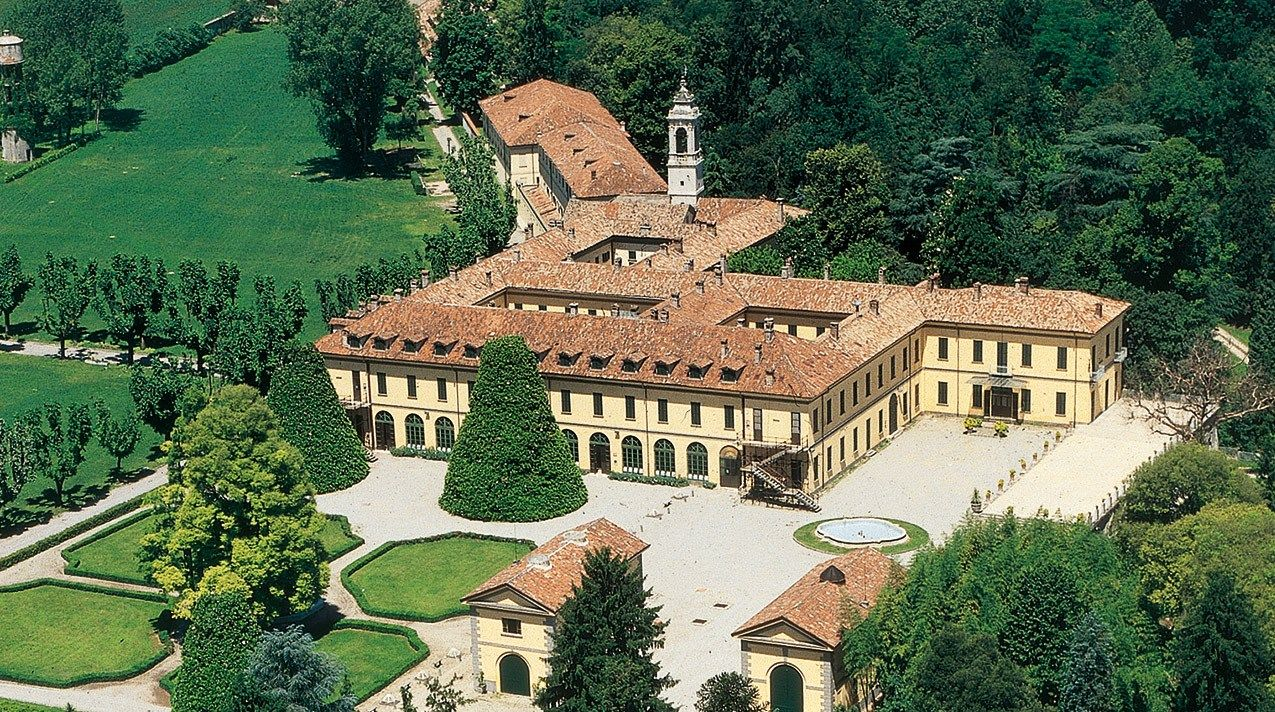
Villa Simonetta Castelbarco-Albani Quintavalle

## Wappen
Blasonierung des Stammwappens: Auf rotem Feld ein rechtsgekehrter, silberner Löwe.
Wie die Lodron führen die Castelbarco als Stammwappen auf rotem Feld einen silbernen Löwen, worauf bereits der Geschichtsschreiber Franz Adam von Brandis in seinem Werk immergrünendes Ehren-Kräntzel hingewiesen hatte. Des Weiteren handelt es sich um das verkehrte Wappen der Edlen von Spaur. Brandis berichtete:

„Edle jetzt Freyhern von Castelbarck zu Agrest, werden von etlichen darfur gehalten / als schaideten sie sich von den Graffen von Lodron / weilen sich umbs Jahr 1400. Fridericus di Ladrono, auch de Castelbarco genent haben solle / und dero Wappen fast gleich seyn...“

In einer Urkunde aus dem Jahre 1334 gestatte Federico von Castelbarco den Brüdern Hans, Conrad und Peter von Schlandersberg die Führung seines Wappens.

## Genealogie (Auswahl)
1. Federico (I.) von Castelbarco
  1. Aldrighetto (I.) von Castelbarco (um † 1198), ⚭ Fiordiana
    1. Bonifacio (I.) von Castelbarco († 5. Oktober 1238), Kanoniker in Trient
    2. Briano (I.) von Castelbarco (fl. 1234)
      1. Aldrighetto (II.) von Castelbarco, Hauptmann von Trient
      2. Azzone (I.) von Castelbarco, (fl.  1265)
        1. Alberto von Castelbarco, Kanoniker in Trient und Verona
        2. Beatrice von Castelbarco, ⚭ Heinrich von Enn
        3. Bonifacio (II.) von Castelbarco († 1284), ⚭ 1.) Caraconsa di Alberico Lendinara, 2.) Zillia († 1294)
        4. Federico (III.) von Castelbarco († um 1319), ⚭ Beatrice di Sinibaldo di Castelcorno
        5. Guglielmo (II.) von Castelbarco, genannt der Große († 6. Januar 1320), ⚭ Speronella Vivaro
        6. Leonardo von Castelbarco (fl. 1289), ⚭ Franzina di Corrado d’Ivano

      3. Briano (II.) von Castelbarco (fl. 1236)
      4. Federico (II.) von Castelbarco, ⚭ Adalgisa Lodron
      5. Fiordiana von Castelbarco, ⚭ Federico d’Arco
      6. Guglielmo (I.) von Castelbarco
      7. Tommaso von Castelbarco, Kanoniker

(...)
1. Franz Graf von Castelbarco († 1695), k. k. Kämmerer, ⚭ Claudia Dorothea Emerentiana von Lodron
  1. Johann Baptist Graf von Castelbarco (1657–1713), k. k. Kämmerer
  2. Sigmund Carl Graf von Castelbarco (1661–1708), Fürstbischof von Chiemsee
  3. Joseph Scipio Graf von Castelbarco (1665–1731), Hofrat, ⚭ Costanza Nicolina Visconti
    1. Carlo Francesco Ercole Graf von Castelbarco († 1734), k. k. Kämmerer, ⚭ Josefa di Silva
      1. Cesare Ercole Graf von Castelbarco (1730–1753), ⚭ Francesca Simonetta
        1. Carlo Ercole Graf von Castelbarco (1750–1814), ⚭ Maria Visconti Arese
          1. Franzisca Gräfin von Castelbarco (* 1780), ⚭ 1.) Franz von Durazzo, 2.) Hieronymus von Mari[41]
          2. Cesare Graf von Castelbarco (1782–1860), k. k. Kämmerer, ⚭ Maria Frageneschi
            1. Carlo Ercole Graf von Castelbarco (1808–1880), ⚭ Antonia Litta-Visconti-Arese
              1. Maria Caroline Monica Gräfin von Castelbarco (* 1832), ⚭ Giacomo Brivio
              2. Cesare Pompeo Carlo Melchiorre Graf von Castelbarco, 1. Fürst von Montignano (1834–1890), ⚭ Christina Cigogna Mozzini
                1. Carlo Antonio Cesare Gaspare Melchiorre Baldassare Graf von Castelbarco, 2. Fürst von Montignano (1857–1907), ⚭ Maria Cavazzi della Somaglia
                  1. Cesare Gian Luca Graf von Castelbarco, 3. Fürst von Montignano (1896–1970), ⚭ Maria Rosaria Visconti di Modrone
                  2. Giovanna Luca Christina Maria Gräfin von Castelbarco (* 1897)
                  3. Elena Alberta Maria Graf von Castelbarco (* 1898)
                  4. Francesco Giovanni Maria Graf von Castelbarco (* 1900)
                  5. Guglielmo Constanzo Maria Graf von Castelbarco (* 1901)[42]

                2. Alberto Francesco Maria Graf von Castelbarco (1859–1939), Ingenieur, ⚭ Maria Graziella Alemagna di Bucinago
                  1. Aldrighetto Graf von Castelbarco (1889–1967), Ingenieur, ⚭ Emilia Baldassini Castelli Gozze

              3. Helena Maria Caroline Gräfin von Castelbarco (* 1835), ⚭ Lazzaro Negrotto
              4. Camilla Albertina Maria Gräfin von Castelbarco (* 1836), ⚭ General Genova Thaon
              5. Beatrix Maria Philomena Gräfin von Castelbarco (* 1837), ⚭ Karl von Bassi
              6. Joseph Maria Scipio Graf von Castelbarco (* 1845), ⚭ Katharina Nicoletta Negrotto

            2. Joseph Scipio Graf von Castelbarco (1813–1875), ⚭ Eduarde Gallarati Scotti
              1. Maria Anna Josepha Carolina Gräfin von Castelbarco (* 1843), Nonne in Mailand
              2. Thomas Maria Joseph Graf von Castelbarco (1847–1925), ⚭ 1.) Adele Melzi d´Heryi, 2.) Maria Luisa Pindemonte Rezzonico
              3. Alexander Maria Joseph Graf von Castelbarco (* 1848), ⚭ Fanny Vivaldi Pasqua[43]

        2. Theresia Gräfin von Castelbarco (1753–1821), ⚭ Giovanni Galeazzo Serbelloni

## Weitere Angehörige
- Guglielmo di Castelbarco (um 1250–1320), Feudalherr und Condottiere
- Luigi Castelbarco (1909–1994), italienischer Automobilrennfahrer
- Carlo Castelbarco (1911–1988), italienischer Automobilrennfahrer